# Ростом
Ростом (також Ростом-хан) (1565— 17 листопада 1658) — цар Картлі (1633–1658) й Кахеті (1648–1656). Син царя Картлі Давида XI (Дауд-хана) від наложниці. Представник династії Багратіоні.

## Життєпис

### Зовнішня політика
Виріс при дворі шаха Персії Аббаса I Великого, який призначив його начальником гвардії, а згодом — управляючим міста Ісфахан. На думку грузинів Ростом був васалом іранського шаха, хоча шах, вважаючи Картлі провінцією Ірану, розглядав Ростома як свого ставленика в регіоні.
За часів правління царя Ростома в Картлі було знайдено компроміс у відносинах з Персією Сефевідів. Іран не втручався до внутрішнього соціально-економічного устрою Східної Грузії, царський трон було збережено за династією Багратіоні за умови прийняття ісламу та виплати данини.
Під час сходження на престол Картлі у фортецях Тбілісі, Горі та Сурамі Ростом-хан був змушений поставити іранських намісників. Князям, які прибули з ним, цар роздав володіння. За наказом іранського шаха Ростом-хан 1648 року вигнав з Кахетії царя Теймураза I. Після прибуття до Грузії одружився з сестрою володаря Мегрелії Левана II Дадіані — Маріам.

### Внутрішня політика
Ростом-хан піклувався про міста та розвиток торгівлі. За його розпорядженням 1639 року було заборонено свавілля тбіліських городових, деяких торгівців звільнили від податків, а іншим — скоротили. Збудував мости на річках Кція та Гянджа, а також заснував місто Ахалкалакі на річці Тедзма. На березі річки Кура у Тбілісі звів палац.
За часів царювання Ростома при дворі та серед вищої феодальної аристократії було запроваджено ісламські та іранські звичаї. Християнство утисків не зазнавало, навпаки він сприяв дружині Маріам у відновленні пошкоджених та зруйнованих церков. Деякі імена було замінено на іранські, хоча грузинські правила та звичаї залишив без змін.

### Пошуки спадкоємця
Не маючи спадкоємця престолу, у 1630-их роках бездітний Ростом планував усиновити Мамуку (сина царя Іверів) та зробити його спадкоємцем царської корони, Проте цей план не здійснився. 1642 року він усиновив онука Симона II — Луарсаба, якого 1652 вбили змовники.
1653 року спадкоємцем було проголошено Вахтанга (надалі Вахтанг V), представника бічної гілки Багратіоні-Мухранських. Він займав трон під час хвороби Ростома.
Помер 1658 року, був похований у місті Кум (Іран)

## Родина
Був одружений двічі. 1633 року одружився з Кетеван Абашидзе (пом. 1636). 1636 одружився вдруге, з Маріам Дадіані (пом. 1682), дочкою Манучара Дадіані (1590–1611) й Тамари Джакелі.